# Mhlambanyatsi Rovers F.C.
Mhlambanyatsi Rovers là một câu lạc bộ bóng đá Eswatini đến từ Mhlambanyatsi.

## Thành tích
- Giải bóng đá ngoại hạng Eswatini: 1

2004.
- Cúp bóng đá Eswatini: 1

1995.

## Thành tích ở các giải đấu CAF
- CAF Champions League: 1 lần

2005 – Vòng Sơ loại
- CAF Cup: 1 lần

1996 – Vòng Một

## Đội hình hiện tại
Ghi chú: Quốc kỳ chỉ đội tuyển quốc gia được xác định rõ trong điều lệ tư cách FIFA. Các cầu thủ có thể giữ hơn một quốc tịch ngoài FIFA.
| Số | VT | Quốc gia | Cầu thủ         |
| -- | -- | -------- | --------------- |
| -  | HV | Eswatini | Mpendulo Kunene |
| -  | HV | Eswatini | Lwazi Maziya    |
| -  | HV | Eswatini | Sabelo Mnisi    |
| -  | TV | Eswatini | Dumisa Dlamini  |

Bản mẫu:Giải bóng đá ngoại hạng Eswatini